# Anișoara Dobre
Anișoara Dobre (nacida Anișoara Bălan, Liteni, 1 de julio de 1977) es una deportista rumana que compitió en remo. Su hermana Doina compitió en el mismo deporte.
Participó en dos Juegos Olímpicos de Verano, obteniendo dos medallas, bronce en Seúl 1988 y plata en Barcelona 1992, en la prueba de cuatro scull.
Ganó cinco medallas en el Campeonato Mundial de Remo entre los años 1985 y 1991.

## Palmarés internacional
| Juegos Olímpicos   | Juegos Olímpicos         | Juegos Olímpicos  | Juegos Olímpicos |
| Año                | Lugar                    | Medalla           | Prueba           |
| ------------------ | ------------------------ | ----------------- | ---------------- |
| 1988               | Seúl (Corea del Sur)     | Medalla de bronce | Cuatro scull     |
| 1992               | Barcelona (España)       | Medalla de plata  | Cuatro scull     |
| Campeonato Mundial |                          |                   |                  |
| Año                | Lugar                    | Medalla           | Prueba           |
| 1985               | Malinas (Bélgica)        | Medalla de bronce | Cuatro scull     |
| 1986               | Nottingham (Reino Unido) | Medalla de plata  | Cuatro scull     |
| 1989               | Bled (Yugoslavia)        | Medalla de oro    | Ocho con timonel |
| 1991               | Viena (Austria)          | Medalla de plata  | Doble scull      |
| 1991               | Viena (Austria)          | Medalla de bronce | Cuatro scull     |